# Мальта на «Евровидении-1993»
Мальта участвовала в тридцать восьмом выпуске телевизионного конкурса Евровидение-1993, который проходил 15 мая в Милстрите, Ирландия. Это было третье участие Мальты после их возвращения двумя годами ранее на конкурс. Страну представлял певец Уильям Манжион с песней This Time, написанной им самим. По итогам голосования он занял восьмое место, набрав 66 очков. Таким образом, This Time стала предшественницей мальтийской заявки на конкурсе 1994 года More than Love в исполнении дуэта Криса и Мойры.

## Предыстория
К моменту выпуска 1993 года Мальте принимала участие на Евровидение пять раз, дебютировав в 1971 году. Из-за плохих результатов в начале 70-х годов страна стала бойкотировать конкурс с 1976 года. Позже в конце 80-х годов Мальта несколько раз планировала вернуться на Евровидение, однако Европейский вещательный союз отклонял их предложение. Только в 1991 году Мальте удалось заменить Нидерланды на Евровидение в Риме. Самый лучший результат страна зафиксировала в 1992 году в Мальмё, где Мэри Спитери взяла бронзовую медаль с песней Little Child. Все заявки Мальта отбирала через национальный финал. Данный метод отбора был использован и в 1993 году.

## До «Евровидения»

### Malta Song for Europe
Национальный отбор Malta Song for Europe состоялся 13 марта 1993 года в Средиземноморском Конференц-центре в Валлетте. Ведущими были Джон Демануэле и Мария Бугейа. Как и в предыдущие два года песни исполнялись дважды: сначала на мальтийском языке, потом на английском. Всего было представлено восемь песен, но только тройка лучших была объявлена по итогам голосования жюри. Среди конкурсантов Malta Song for Europe были Пол Джордимайна и Ренато, которые уже представляли Мальту на Евровидение-1991 и Евровидение-1975 соответственно.
| Порядок выступления | Исполнитель          | Мальтийская версия       | Английская версия           | Место |
| ------------------- | -------------------- | ------------------------ | --------------------------- | ----- |
| 1                   | Пол Джордимайна      | B'vuċi waħda             | One Voice One Heart         | —     |
| 2                   | Мойра Стафраче       | In-nies li taf           | Love Me Till The End        | —     |
| 3                   | Уильям Манжион       | Issa                     | This Time                   | 1     |
| 4                   | Баузо и Клодетт Пейс | L-għanja ta' ħajti       | You Are My Music            | —     |
| 5                   | Майк Спитери         | Ġmiel il-ward u l-mużika | Roses, Stars and Love Songs | —     |
| 6                   | Марита и Джон Лукас  | Żommni u għannaqni       | Love We Share               | 2     |
| 7                   | Ренато               | Rajtek                   | Seems Like Yesterday        | —     |
| 8                   | Алекс Шембри         | F'mument                 | Woman                       | 3     |

## На «Евровидении»
Уильям Манжион представил в финале конкурса англоязычную версию своей песни This Time. Он выступал под номером 8, между Бельгией и Исландией. На сцене Манжиона сопровождали три бэк-вокалистки: Дебби Скерри, Мойра Стафраче и Фелисьенн Бринкет, а также гитарист Крис Шиклуна. По итогам голосования он занял восьмое место, набрав 66 очков. Это позволило Мальте принять участие на Евровидение-1994.

### Голосования
| Очки      | Страна                                                      |
| --------- | ----------------------------------------------------------- |
| 12 баллов |                                                             |
| 10 баллов |                                                             |
| 8 баллов  |                                                             |
| 7 баллов  | - Италия Швейцария                                          |
| 6 баллов  | Великобритания                                              |
| 5 баллов  | - Греция ДанияТурция                                        |
| 4 балла   | - Австрия Босния и ГерцеговинаГерманияИспанияХорватияШвеция |
| 3 балла   | Израиль                                                     |
| 2 балла   | - Ирландия ПортугалияФранция                                |
| 1 балл    | Кипр                                                        |

| Очки      | Страна               |
| --------- | -------------------- |
| 12 баллов | Ирландия             |
| 10 баллов | Люксембург           |
| 8 баллов  | Испания              |
| 7 баллов  | Италия               |
| 6 баллов  | Греция               |
| 5 баллов  | Швейцария            |
| 4 балла   | Босния и Герцеговина |
| 3 балла   | Нидерланды           |
| 2 балла   | Финляндия            |
| 1 балл    | Словения             |